# Mylia taylorii
Mylia taylorii ist eine Moosart der Ordnung Jungermanniales.
Im Deutschen wird die Art Taylors Dünnkelchmoos genannt.

## Merkmale
Die Stämmchen sind bis zu sieben, selten bis zehn Zentimeter lang und bis drei Millimeter breit. Sie tragen lange, helle Rhizoide. Sie bilden aufrechte, dunkelgrüne, rotbraune bis purpurne Rasen. Die Flankenblätter sind kreisrund oder oval, sie umfassen das Stämmchen zur Hälfte. Ihre Vorderrand ist meistens konvex. Die Cuticula ist deutlich papillös. Die Laminazellen sind groß, in der Blattmitte rund 40 × 60 Mikrometer. Ihre Zellecken sind dreieckig bis knotig verdickt. Jede Zelle enthält fünf bis zwölf kugelige oder eiförmige Ölkörper. Die weiblichen Hüllblätter sind zurückgebogen. Das Perianth ist im oberen Bereich plattgedrückt.
An halbkreisförmigen, fransig gezähnten Blättchen werden Brutkörper gebildet.

## Verbreitung und Standorte
Die Art ist montan-ozeanisch verbreitet und kommt in der nördlichen Hemisphäre vor. In Deutschland ist sie in den Alpen und im Alpenvorland verbreitet zu finden, in den Mittelgebirgen selten: Schwarzwald, Fichtelgebirge, Schönbuch, Odenwald, Nordeifel, Harz, Thüringer Wald, Vogtland und Elbsandsteingebirge. Daneben ist sie auf Rügen zu finden. Sie wächst auf feuchten, kalkfreien Felsen, auf Humus, auf morschem Holz und selten auch auf Torf.

### Belege
- Jan-Peter Frahm, Wolfgang Frey: Moosflora (= UTB. 1250). 4., neubearbeitete und erweiterte Auflage. Ulmer, Stuttgart 2004, ISBN 3-8252-1250-5.